# Indang
Indang is een gemeente in de Filipijnse provincie Cavite. Bij de laatste census in 2007 had de gemeente bijna 61 duizend inwoners.

## Geografie

### Bestuurlijke indeling
Indang is onderverdeeld in de volgende 36 barangays:
| - Agus-us - Alulod - Banaba Cerca - Banaba Lejos - Bancod - Barangay 1 - Barangay 2 - Barangay 3 - Barangay 4 - Buna Cerca - Buna Lejos I - Buna Lejos II | - Calumpang Cerca - Calumpang Lejos I - Carasuchi - Daine I - Daine II - Guyam Malaki - Guyam Munti - Harasan - Kayquit I - Kayquit II - Kayquit III - Kaytambog | - Kaytapos - Limbon - Lumampong Balagbag - Lumampong Halayhay - Mahabangkahoy Cerca - Mahabangkahoy Lejos - Mataas na Lupa - Pulo - Tambo Balagbag - Tambo Ilaya - Tambo Kulit - Tambo Malaki |

## Demografie
Indang had bij de census van 2007 een inwoneraantal van 60.755 mensen. Dit zijn 9.474 mensen (18,5%) meer dan bij de vorige census van 2000. De gemiddelde jaarlijkse groei komt daarmee uit op 2,37%, hetgeen hoger is dan het landelijk jaarlijks gemiddelde over deze periode (2,04%). Vergeleken met de census van 1995 is het aantal mensen met 17.990 (42,1%) toegenomen.

De bevolkingsdichtheid van Indang was ten tijde van de laatste census, met 60.755 inwoners op 74,9 km², 811,1 mensen per km².